# Адам Карингтон
Адам Александар Карингтон је измишљени лик из АБЦ-ове сапунице ударног термина Династија који су створили Ричард и Естер Шапиро. Лик је уведен на почетку треће сезоне серије, а тумачио га је Гордон Томсон од 1982. године. Био је један од главних ликова до краја серије 1989. године. У наставку у облику мини-серије 1991. године, улогу Адама Карингтона тумачио је Робин Сакс јер Томсон није могао. У римејку из 2017. године, Сем Андервуд је почео да тумачи Адама 2019. године.
Додатак Адама глумачкој постави пружио је мушког зликовца серији. Током наредних седам сезона, Адама је поводила пре свега љубомора, подривајући пословне успехе свом брату Стивену и зету Џефу у покушају да заузме наклоност родитеља, посебно свог оца. Адам је издао оба родитеља више пута, али му је било опроштено, чак и када су његова дела била кривична, због осећаја кривице због његовог тешког детињства. Када су се појавиле околности које би Адама заиста учиниле симпатичним, он је просипао ту добру вољу због своје себичне и љубоморне природе.

## Изворна серија

### О лику
Часопис Ново време је 1986. године назвао је Адама „једним од заиста маштовитих и презрелих негативаца на телевизији”, примећујући да је „Адам силовао настојникову ћерку, офарбао пословницу јадног Џефа Колбија отровном и оловном бојом и преварио Блејка да потпише пуномоћ док је лежао на самрти — и одувао је конкуренцију истерујући хомосексуалност свог брата по сим насловним странама Денвера”.

### Појављивања
Гордон Томсон је почео да тумачи улогу Адама у епизоди „Изјава” у септембру 1982. године на почетку треће сезоне Династије. Томсон је рекао: „Хтели су да Адам буде варалица, али им се толико свидео да су решили да га задрже. Био сам на проби у 13 епизода, а онда су продужили на 24”. Томсон је тумачио лик до краја серије 1989. године.
Улогу Адама је преузео британски глумац Робин Сакс у мини-серији Династија: На окупу 1991. године јер Томсон није могао да глуми због снимања сапунице Санта Барбара.

### Приче

#### 3. сезона
У епизоди „Изјава” су бивши супружници Блејк и Алексис Карингтон дали изјаву за телевизију да им се врати отети унук М.Б. Колби. У преносу уживо, Алексис је открила једну мрачну тајну из њиховог живота: њихов првенац Адам је отет као новорођенче и никад није враћен. Како их је повредио тај догађај, они су крили од своје двоје касније рођене деце Фалон и Стивена Карингтона. У међувремену је у Билингсу у Монтани једна старија госпођа Кејт Торенс гледала пренос на самрти. Она је у сузама рекла свом унуку Мајклу − кога је подигла јер су му родитељи наводно изгинули у саобраћајној несрећи − да је он у ствари Адам Карингтон. Кад јој је унук погинуо у саобраћајној несрећи, сломљена Кејт је отела Адама. Као потврду своје приче, она је Мајклу показана сребрну флашицу са урезаним почетним словима имена А.А.К. Као своју последњу жељу, Кејт је рекла запрепашћеном Мајклу да нађе и врати се својој породици. Мајкл је пристао и рекао Кејт "Ја сам Адам Карингтон".
Док је и даље користио име Мајкл Торенс, Адам је отпутовао у Денвер у епизоди „Кров” где се пријавио у хотел "Ла Мираж". Тамо је упознао једну прелепу жену у епизоди „Свадба” па су се док су се мували пољубили, али је она пристојно одбила да му каже како се зове. Адам је прво отишао да упозна Блејка, али је овај претпоставио да је он неки преварант који је гледао пренос. Затечен Блејковим изненадним одбијањем, Адам је отишао не показавши му флашицу. У епизоди „Опорука”, Адам је упознао Алексис. Она га је одмах прихватила као свог изгубљеног сина па су на крају имали осећајно прихватање. Кад је Алексис упознала Адама са његовом сестром Фалон, они су остали потресени − јер је она била жена из хотела. Адаму није сметало што су замало починили родоскрвнуће, али је приметио да то мучи Фалон. Алексис и Адам су такође посетили сумњичавог Блејка који је на крају прихватио замисао да му је Адам изгубљени син. Алексис је понудила Адаму који је заступник посао у друштву "Колби". Адам је постао љубоморан кад је такође запослила и Фалониног супруга Џефа Колбија па му је окречио пословницу отровном бојом. Због тога је Џефово понашање постало јако насилно. У епизоди „Лудило”, Алексис је послала Џефа на одмор. Схватећи да ће се Џеф опоравити јер неће удисати отровна испарења боје сваки дан, Адам је признао шта је урадио Алексис. Она му је наредила да промени фарбу. Он је упозорио мајку да ће је умешати у сплетку ако га изда јер је искористила Џефово умањено здравље да на себе пребаци деоница његовог сина из "Денвер−Карингтона". Блејк и Кристал су почели да сумњају на Алексис кад су од лекара сазнали да Џеф има отров у крви. Фалон је са друге стране сумњала на Адама па се заклела да ће сазнати истину. Она је приметила да се Адам чудно понаша од кад је његов породични лекар из Билингса дошао на скуп у Денвер. Она је разговарала са др. Едвардсом и сазнала да је Адам једом на суду водио случај са тровањем испарењима из боје.
У то време, Адаму је почела да се свиђа Кирби, дадиља Џефовог и Фалониног сина и ћерка кућепазитеља Карингтонових Џозефа. Џеф је штитио Кирби од Адамових нежељених мувања што је повећало напетост међу двојицом мушкараца. У епизоди „Потрага”, Адам је пијан силовао Кирби. Адам је поново напао Кирби у епизоди „Окупљање у Сингапуру”, али ју је Џеф спасио и запросио.

#### 4. сезона
У епизоди „Рочиште (2. део)”, Алексис је упозорила Адама да му неће помоћи ако Фалон сазна истину о Џефовој болести. Адам ју је онда преварио да потпише неки спис којим би изгледало као да је она наредила кречење пословнице. Алексис је отпутовала у Монтану како би истражила Адамову прошлост па је сазнала од др. Едвардса да се у пубертету дрогирао и имао слом. Од тог тренутка је Алексис некако мекша према Адаму и било јој је жао што су престали да га траже одавно због чега је он имао тако трагичан живот. Пошто није хтела да се зна о његовој наркоманској прошлости, Алексис је одлучила да истрпи последице његових поступака па се зато одрекла управљања над "Денвер−Карингтоном". У епизоди „Просидба”, Џеф је напао Адама и рекао му да његова нова супруга носи његово дете. Адам је изненађен рекао Кирби да жели да буде отац њиховом детету. Кад је сазнао да Кирби и Џеф намеравају да се разведу, он је запросио Кирби и она је пристала у епизоди „Ланселот”. Адам је признао да је силовао Кирби, а њему се Адам згадио. Кирби је откривено да има еклампсију па су морали да је одведу у болницу. Тамо је имала нападе и грчеве па су лекари морали да је оперишу. У епизоди „Девојчица”, Адам је остао сломљен кад је сазнао да им дете није преживело. Рекао је то Кирби нежно што ју је сломило. Скрхкан болом, Адам се извинио Блејку и Алексис због бола који им је нанео. Он и Кирби су наставили да спремају свадбу. Ипак, Алексис је уценила Кирби да остави Адама, а он је остао утучен кад је Кирби раскинула веридбу и отишла у Париз у епизоди „Ружан сан”.

#### 5. сезона
Адам је показао велику забринутост када је невољно пристао да помогне својо бившој снаји Семи Џо да отме свог сина и његовог братанца Денија. Стивенова супруга Клаудија је саосећала са Адамом па га је наговорила да отме дете и врати га и тако поправи ствар. Адам је такође био позван да брани Алексис од оптужби да је убила Марка Џенингса. Адам и Алексисин супруг Декс Декстер су успели да открију конгресмена Нила МекВејна као убицу и ослободе Алексис. Током тог времена, Адам је био у жалости због смрти своје сестре Фалон и открио је да има и другу сестру Аманду. Адам се такође зближио са Клаудијом па је ускочио да је теши кад јој се брак са Стивеном распао. Упркос Блејковом наваљивању да не улази у везу са Клаудијом, Адам ју је позвао да иде са њим на свадбу Аманде и краљевића Мајкла од Молдавије. Адам је обећао Блејку да ће раскинути везу после свадбе, али је она прекинута упадом пучиста у епизоди „Краљевска свадба”.

#### 6. сезона
Након што су преживели државни удар током Амандине удаје, Адам је запросио Клаудију у епизоди „Човек”. Венчали су се у епизоди „Титани (2. део)”, а бесни Блејк је разбаштинио Адама и избацио га из опоруке. У међувремену, Клаудија је потражила Адамову помоћ око враћања нафтне бушотине коју је Блејк узео и за коју сматра да је по праву њена. Адам је искористио Блејкове тешкоће са срцем − које је у ствари изазвало тровање − и преварио га да му потпише пуномоће. Адам је такође радио са "Денвер−Карингтоном" око рада на цевоводу са предузећем "Колби". Као део посла око цевовода, Адам је покушао да подмити сенатора Барта Фалмонта. Кад је Фалмонт то одбио, Адам га је истражио и открио да је педер у орману. Адам је изнео у штампу причу да Барт спава са Стивеном што је разбеснело његову породицу, али и довело до Бартове оставке и тиме окончао свако противљење његовом цевоводу. У међувремену, Клаудија је постала опасно опседнута повраћањем нафтне бушотине. Пошто Адам није могао да јој помогне, она је открила Блејку да је Адам искористио његову болест. На крају сезоне у епизоди „Избор (илити) освета”, Клаудија је случајно запалила своју хотелску собу док је Адам пио у бару.

#### 7. сезона
Адам је избегао пожар у хотелу, али је остао сломљен када је сазнао да је Клаудија погинула. Док је радио за Алексис у друштву "Колби", Адам је покушао да смува очеву помоћницу Дејну Воринг. Дејна је побеснела када је открила да ју је Адам искористио, али ју је он убдеио да су његова осећања прем њој истинита. Адам ју је запросио у епизоди „Рођендан”. Дејна је пристала, али је у епизоди „испитивање” откривено да она крије неку тајну за коју се плаши да би могла да се испречи међу њима. Нил МекВејн је пуштен из затвора у епизоди „Мајке” па је рекао Адаму да има доказ да је прави Адам Карингтон умро као новорођенче. МекВејн је почео да уцењује Адама који се уплашио да ће пошто се недавно помирио са блејком да изгуби све. Адам је преносио МекВејну унутрашње податке о продајама, али је због потиштености много пио. Адам је ухапшен јер је возио под дејством алкохола у епизоди „Девојачко вече”. У епизоди „Признање”, Адам је признао Блејку и Алексис да је сазнао да им он није прави син. Адам је намеравао да оде из Денвера са Дејном, али га је Блејк убедио да не иде. Адам и Дејна су се венчали у на крају сезоне у епизоди „Игра сенки”. Непосредно пре весеља, Блејк и Алексис су дали затеченом и захвалном Адаму хартија у вези усвајања − јер га они без обзира шта МекВејн прича сматрају својим сином.

#### 8. сезона
На меденом месецу је Адам рекао Дејни да жели да оснују породицу. Почео је да сумња кад је Дејна почела да избегава ту тему. Он је пратио Дејну до лекара и остао је запањен кад је сазнао да Дејна не може да има деце. Они су одлучили да пронађу замену за мајку и упознали су Карен Еткинсон у епизоди „Замена (1. део)”. Кад је она остала трудна, Адам ју је обасипао поклонима и пажњом због чега се Дејна осећала искључено. У међувремену се Адам нашао у сукобу са мајчиним новим супругом Шоном Роуаном. Шон је кренуо да уништава све Карингтонове и уцењује Дејну која је на крају признала своју тајну Адаму. Децу не може да има јер је имала побачај док је била у средњој школи. Испало је да је она била једна Адамова другарица из Билингса са којом је спавао кад је био пијан због чега се није сећао тога. Адам је остао затечен и лоше је реаговао оптужујући је да им је убила дете. Адам се окренуо Карен за утеху. На крају је Адам опростио Дејни и запретио Шону да ће га убити ако још једном повреди Дејну. Шон је онда посетио Карениног бившег супруга Џесија и рекао му да се помири са њом како би довео замену за мајчинство у питање. Адам је покушао да плати Џесију да оде из града, али га је Шон натерао да остане. Кад се дете родило у епизоди „Адамов син”, Карен је рекла Адаму да она и Џеси желе да задрже дете. У епизоди „Брука”, Адам је открио да је МекВејнова прича измишљена и да је стварно Блејков и Алексисин син. Карен га је тужила за старатељство, а током суђења је Алексис открила да је Шон подмитио Карен и Џесија. Дејна је саосећала са Карен и рекла је да је она са праовм мајка. Адам је почео да спава одвојено од ње. Непосредно пре суђења је дете отето. Адам је постао главни осумњичени, али су он и Стивен открили да је Шон прави отмичар и успели да спасу дете. На крају сезоне у епизоди „Рулет у Колораду”, старатељство је додељено Карен и Џесију.

#### 9. сезона
Пијани и потиштени Адам је почео да брине породицу. Дејна је оставила Адама и отишла из Денвера. Адам је наставио са својим преварама и покуао је да превари Џефа око посла са цевоводом тако што је спавао са Стивеновом тајницом Клер. Адам је такође смувао Кристалину сестру од тетке Вирџинију која дели тајанствену прошлост са Дексом. Адам је сазнао да је Вирџинија била рдоља па ју је понизио да би напустила Денвер. Кад је Декс сазнао за Адамове поступке, њих двојица су се потукли. Декс је рекао Блејку за Адамово понашање што је изазвало процеп међу оцем и сином. Адам је такође мувао Џоану Милс, потпредседицу удруживања и аквизиције Сабел Колби како би помогао мајци у њеном покушају да се освети Сабел. Блејк је на крају дао отказ Адаму који се вратио у друштво "Колби" и понудио посао Џоани која је добила отказ од Сабел. Адам је помогао Алексис да истражи тајанствени рудник на имању Карингтонових где је леш од пре 20 година недавно пронађен. Адам је пронашао сведока који тврди да је видео Блејка како га спушта у рудник. Адам је пренео тај податак Блејку, а онда је пронашао сведока мртвог неколико тренутака пошто је видео Блејка да излази из његовог стана. Блејк је оптужио Адама да му је сместио, али је Адам наваљивао да се нешто лошије дешава. Како се загонетка продубљивала, Адам и Алексис су открили да су у руднику украдено нацистичко благо и уметнине. Адам је из пакости наместио слику Џефа и његове полусестре Монике да изгледа као да су у романтичној вези. У расулу које је уследило, Алексис је открила да Моника није у ствари Џефова полусестра него сестра од стрица. У епизоди „Цака 22”, коначној епизоди серије, Адам је почео да мрцвари Декса кад је открио да Сабел носи његово дете. Онда су се њих двојица потукли па је Џеф пао на Алексис због чега су обоје сломили ограду и пали са балкноа на другом спрату.

#### На окупу
Три године касније, Адам и даље ради за Алексис јер је продао "Денвер−Карингтон" противничком предузећу јер је Блејк био у затвору. Након Блејковог пуштања и повраћања управе над друштвом, Адам и Блејк су се поново помирили. Сем тога, Адам се покајао и поново уссрео са Кирби.

## Римејк

### Појављивања
Римејк Династије је почео на каналу ЦВ 11. октобра 2017. године, а Брент Антонело је почео да тумачи давно изгубљеног сина Адама/Хенка Саливена 2018. године у епизоди „Бљесак из прошлости”, али је касније откривено да је он варалица. Сем Андервуд је почео да тумачи правог Адама 2019. године у епизоди „Све је у париском предању”.

### О лику
Андервудов колега из серије Адам Хјубер који тумачи Лијама Ридлија је рекао о лику: „То је Адам Карингтон. Он увек има неког кеца у рукаву”.

### Приче

#### 1. сезона
Фалон (Елизабет Гилис) је отета у јануару 2018. у епизоди „Ја не одговарам ником” па се Блејк (Грант Шоу) поверио својој супрузи Кристал (Натали Кели) да су он и Алексис имали још једног сина пре Фалон и Стивена. Новорођенче Адам је отето када је имало шест месеци и никада није пронађено јер је у примопредаји откупнине учествовао полицајац који је био лак на обарачу. У епизоди „Не варај преваранта”, Алексис (Николет Шеридан) је рекла Стивену (Џејмс Макеј) за Адама и признала да је потрошила готово сав новац који је имала како би га пронашла. По дојави од Алексис, Стивен је отишао у Ел Пасо у епизоди „Бљесак из прошлости” где је пронашао Адама како живи под именом Хенк Саливен (Брент Антонело). У епизоди „Ђубре мало”, Стивен је довео Хенка/Адама кући, али је Блејк одбио да га прихвати. Чињеница да Хенку фали прст је уверила Блејка да је он Адам, али је Хенк у ствари Алексисин љубавник са којим се она заверила да узме довољно деоница "Карингтон−Атлантика" како би преузела управљање. Кристал је открила план у епизоди „Мртвац долази” па је Хенк побегао из виле са неуравнотеженом и трудном Клаудијом Блајздел (Брајана Браун).

#### 2. сезона
Хенк је постао главни осумњичени за Кристалино убиство па је уценио Алексис у епизоди „Двадесетдва комарца” да ће открити њихов план. Такође је открио да је он подметнуо пожар. Хенк је покушао да прода Рембранта ког му је Алексис дала као залог у епизоди „Краљица шоља”, али је она интервенисала да се он не би сусрео са Блејком. Клаудија је онда напала Хенка због неуспеха како би извукла новац. У епизоди „Вештица једна”, Хенк је заврнуо Клаудију за Алексисине паре. Кад је схватио да је Клаудија неуравнотежена, он јој је узео сина Метјуа и оставио га на Алексисиним вратима.
За другу сезону, извршна продуценткиња Сали Патрик је рекла: "Можемо да претпоставимо да постоји и прави Адам. У овом тренутку не желим ни да потврдим ни да поричем, али да. Можда је мртав, можда... Можда је и даље ипак негде".
У епизоди „Све је у париском предању”, Фалон и Стивенов нови супруг Сем (Рафаел де ла Фуенте) су одлетели у Париз да виде Стивена за кога су сумњали да је можда имао слом због дроге. Стивен им је рекао да је његов друг Џорџ одсео код њега, али су Фалон и Сем постали уверени да га је он измислио. Одвели су Стивена у болницу, али кад су они отишли, Џорџ се појавио и рекао Стивену да га је мазао и преварио. Џорџ је прави Адам Карингтон који је намерио да узме шта му припада у Атланти. У епизоди „Мајчинска заштита”, Адам се упознао са свима у вили Карингтонових где је показао сребрну звечку коју је Блејк препознао. Шест месеци раније у Билингсу у Монтани, његова мајка Тереза му је признала да он није Мајк Харисон како је увек веровао, него у ствари отети Адам Карингтон. Фалон је била сумњичава, Блејк је одмах поверовао да је придошлица његов син, а Алексис се држала своје приче да им је Хенк син. Фалон је понудила Адаму 50 милиона да оде, али је он одбио и отишао на ДНК испитивање са Блејком. Фалон и Сем су отишли у Билингс и отрили да је Адам изгубио лекарску дозволу због крађе наркотика. ДНК је доказао да је Мајк Адам, а Фалон је открила Адамову тајну Блејку. Адам је објаснио да је украо дрогу за своју болесну мајку, али им није рекао да је починио милосрдно убиство над Терезом. Адам је предочио Алексис доказ да је наместила Хенков долазак и ДНК испитивање, а она је објаснила да је била очајна и извинила се. Адам је понудио да крије тајну, али ју је онда гурнуо на камин.

## Колбијеви
Кад је отпутовао у Калифорнију на састанак, Адам се тамо сусрео са својом сестром Фалон, живом и која пати од губитка памћења. Фалон је почела да хистерише кад се састала са Адамом и оптужила га је да ју је силовао. Џеф је био спреман да поверује у њене оптужбе, али је после даљег тешења Фалон схватила да је њено нерешено полно привлачење према Адаму кад су се тек упознали довело до њеног слома, нестанка и губитка памћења.